# NTTデータアウラ
株式会社NTTデータアウラはかつて存在した、大阪府大阪市に本社を置く企業。2006年4月にNTTデータ三洋システム（現・三洋ITソリューションズ）の100%出資の子会社として設立された。

## 概要
NTTデータ三洋システムの組込ソフトウェア事業をより拡大させるため、組込ソフトウェア開発専業会社として戦略的分離独立にて設立された。長年の組込ソフトウェア事業で培った高度な技術力と強みを最大限に活かし、自動車関連領域へ事業領域を拡大・展開している。
事業分野は幅広く、持ち前のディジタル信号処理技術を強みとしながら主に携帯電話端末のソフトウェア開発やアンテナ開発、デジタル家電等の組込ソフトウェア開発、自動車関連（車載機器ほか）の組込ソフトウェア開発、画像処理、PHS基地局会開発、DSP (Digital Signal Processor) 向けファームフェア開発などを行っている。
かつての親会社のNTTデータ三洋システムがやや一般企業向け事業よりであるのに対し、アウラはコンシューマ（消費者）向け事業よりな面が多い。

## 沿革
- 2006年4月3日 NTTデータ三洋システム100%出資によりNTTデータアウラ設立。
- 2009年10月7日 Automotive SPICEの能力レベル３を達成。
- 2009年11月23日 本社を現在地に移転。
- 2010年12月1日 資本構成変更によりNTTデータの100％子会社となった。
- 2013年9月 会社清算。

## 主要技術・製品
- ディジタル信号処理技術
  - 音声の圧縮伸張、音声認識、音声合成、話速変換、エコーキャンセラ、ノイズキャンセラ、ボイスチェンジャ、AACデコーダ、Dolby Digital (AC-3) デコーダ、WMAデコーダ等の開発
- 携帯電話（三洋電機製端末のソフトウェア等）
  - 基盤技術の設計開発、BREWプラットフォーム実装、ユーザインタフェースアプリ開発、マルチメディア機能（音声、静止画、動画、Flash Player）の開発
- カーエレクトロニクス
  - AT（オートマチックトランスミッション）制御、カーナビシステム開発（カーナビ用デジタルTV開発、HDD、DVD制御部開発、・オーディオ用音声処理DSPソフトウエア開発）
- デジタル家電の組込ソフトウェア
  - デジタルTV、カーナビ、デジタルカメラ、ICレコーダー、液晶プロジェクター等
- PHS基地局会開発
- 半導体
  - DSP (Digital Signal Processor) 向けファームフェア開発
  - 音響DSP向け、車載オーディオDSP向け

## 主な事業所
- 本社（大阪府大阪市淀川区宮原）
- 群馬事業所（群馬県邑楽郡大泉町）
- 東京事務所（東京都大田区）

## 関連企業
- NTTデータ

他